# Supercúmul del Serpentari
El Supercúmul del Serpentari és un supercúmul de galàxies proper a la constel·lació del Serpentari. El supercúmul forma la paret llunyana del buit del Serpentari; també es pot connectar en un filament, amb el supercúmul Gall Dindi-Indi-Telescopi i amb el supercúmul d'Hercules. Aquest supercúmul està centrat en la cD del cúmul del Serpentari, i té almenys dos cúmuls de galàxies més, quatre grups de galàxies més, diverses galàxies de camp, com a membres.
El febrer de 2020, els astrònoms van informar que una cavitat de 100 milions d'anys llum al supercúmul del Serpentari es va originar a partir de l'expulsió d' ~ 270 milions de masses solars d'un forat negre supermassiu, l'explosió més gran coneguda a l'Univers des del big-bang.

## Descoberta
Ken-ichi Wakamatsu de la Universitat Gifu i Matthew Malkan van descobrir el cúmul del Serpentari el 1981 a les plaques del Palomar Schmidt IV-N Plats durant una mesura de cúmuls globulars ocults.